# FLAGタグ
FLAGタグ（フラッグタグ、英: FLAG-tag）あるいはFLAGオクタペプチドは、組み換えDNA (Recombinant DNA) 技術を用いてタンパク質に付加することができるポリペプチドタンパク質タグである。アフィニティークロマトグラフィーで用いることができ、ホスト生物に発現している野生型タンパク質から、過剰発現させた組み換えタンパク質を分離するために用いられる。また、複数のサブユニットからなるタンパク質複合体を単離するのに使用することもできる。
FLAGタグは、抗体による認識を必要とする多くの異なる試験に用いることができる。研究対象のタンパク質に対する抗体がない場合、このタンパク質にFLAGタグを付加することで、FLAG配列に対する抗体でこのタンパク質を追い掛けること（免疫蛍光法による細胞内局在の研究やSDS-PAGEタンパク質電気泳動による検出）が可能になる。
FLAGタグのペプチド配列はN-DYKDDDDK-C (1012 Da) である。Hisタグ、HAタグ、mycタグのようなその他のアフィニティータグと組み合わせて使用することができる。FLAGタグはタンパク質のC末端あるいはN末端に融合される。一部の市販の抗体（例えばM1/4E11）などはFLAGタグがN末端に存在する時エピトープのみを認識する。しかしながら、その他の市販の抗体（例えばM2）などは位置を問わない。
FLAGタグは、学術論文で発表された完全に機能するエピトープタグの初めての例であり、特許が取られた唯一のエピトープタグである。存在するタンパク質に対するモノクローナル抗体が初めに単離された後エピトープとして特徴を明らかにされタグに使われることとなったその他のタグ（mycタグ、HAタグ）とは異なり、FLAGエピトープは初めに設計され、その後タグを認識するモノクローナル抗体が作られた。FLAGタグの構造は付加されるタンパク質との適合性が最適化されている。FLAGタグはその他の一般的なタグよりも親水性であることから、付加されたタンパク質を変性あるいは不活性化しにくい。加えて、N末端のFLAGタグはタンパク質を単離した後に、特異的なプロテアーゼであるエンテロキナーゼ（エンテロペプチターゼ）によって容易に除去することができる。
FLAGタグの次のタグ方法（HAタグ）に関する論文が発表されたのは、組み換えタンパク質生産キットのベータテストのためにFLAGタグシステムが世界中の研究室に送られたおよそ一年後である 。